# Scott Willoughby
Scott Willoughby är en by i civil parish Aunsby and Dembleby, i distriktet North Kesteven, i grevskapet Lincolnshire, i England. Byn är belägen 14 km från Grantham. Scott Willoughby var en civil parish fram till 1931 när blev den en del av Aunsby and Dembleby. Civil parish hade 39 invånare år 1921. Byn nämndes i Domedagsboken (Domesday Book) år 1086, och kallades då Wilgebi.